# 諾里斯敦 (阿肯色州)
諾里斯敦（英語：Norristown）是位於美國阿肯色州波普縣的一個非建制地區。該地的面積和人口皆未知。

## 地理
諾里斯敦的座標為35°16′30″N 93°10′01″W / 35.27500°N 93.16694°W，而該地的平均海拔高度為167米（即548英尺）。